# 罗杰斯-斯泽格多项式

Rogers-Szego Polynomials

Rogers-Szego Polynomials

罗杰斯-斯泽格多项式（英語：Rogers–Szegő polynomials）是1926年匈牙利数学家斯泽格首先研究的在单位圆上的正交多项式，以Q阶乘幂定义如下；
{\displaystyle h_{n}(x;q)=\sum _{k=0}^{n}{\frac {(q;q)_{n}}{(q;q)_{k}(q;q)_{n-k}}}x^{k}}

前面几个罗杰斯-斯泽格多项式为：
{\displaystyle h_{1}(x;q)=1+x}
{\displaystyle h_{2}(x;q)=1+{\frac {(1-q^{2})*x}{(1-q)}}+x^{2}}
{\displaystyle h_{3}(x;q)=1+{\frac {(1-q^{3})*x}{(1-q)}}+{\frac {(1-q^{3})*x^{2}}{(1-q)}}+x^{3}}
{\displaystyle h_{4}(x;q)=1+{\frac {(1-q^{4})*x}{(1-q)}}+{\frac {(1-q^{3})*(1-q^{4})*x^{2}}{((1-q)*(1-q^{2}))}}+{\frac {(1-q^{4})*x^{3}}{(1-q)}}+x^{4}}
{\displaystyle h_{5}(x;q)=1+{\frac {(1-q^{5})*x}{(1-q)}}+{\frac {(1-q^{4})*(1-q^{5})*x^{2}}{((1-q)*(1-q^{2}))}}+{\frac {(1-q^{4})*(1-q^{5})*x^{3}}{((1-q)*(1-q^{2}))}}+{\frac {(1-q^{5})*x^{4}}{(1-q)}}+x^{5}}